# Эланд (лен)
Э́ланд (швед. Ölands län) — лен в Швеции, существовавший c 1817 по 1824 (по другим сведениям с 1819 по 1826) год. Включал в себя остров Эланд. Административный центр — город Боргхольм, получивший городское право в 1816 году. До 1819 и после 1826 годов территория острова входила в лен Кальмар. Губернатором лена стал Аксель Адельспарре (1763—1838), с 1812 года возглавлявший так же Шведскую сельскохозяйственную академию. В 1821 году он возглавил Шведскую академию и оставил пост губернатора, далее лен управлялся вице-губернатором Ульриком Густавом Линденцкроной. Образование лена совпало с вводом в сельскохозяйственный оборот большого количества новых земель на острове и проведения межевания с целью ликвидации чересполосицы. В связи с особыми географическими условиями на острове (проблемы с водой и вытянутость дорог вдоль контуров острова) последнее не привело к появлению компактных деревень, вместо этого сохранилась характерная для чересполосицы рядная планировка сельских поселений.